# Bernhard Pez
Bernhard Pez savant bénédictin allemand, né à Ybbs an der Donau le 22 février 1683, mort le 27 mars 1735. Il est le frère de Hieronymus Pez.

## Biographie
Il embrasse la vie religieuse dans le monastère de Melk, conçut le projet de travailler à l’histoire littéraire de son ordre, puis celui de s’appliquer entièrement à l’étude de l’histoire civile du moyen âge.
Pour recueillir des documents, des chartes, des chroniques, il parcourut avec son frère Hieronymus l’Autriche, la Bavière, diverses autres parties de l’Allemagne, enfin la France en 1728. De retour dans son pays, il devint bibliothécaire du couvent de Melk.

## Œuvres
Ses principaux ouvrages sont : 
- Bibliotheca benedictino-mauriana seu de vitis et scriptis Patrum e congregatione Sancti-Mauri (Augsbourg, 1716, in-8°) ;
- Thesaurus anecdotarum novissmus (Augsbourg, 1721-1723, 9 vol. in-fol.)
- Bibliotheca ascetica antiquo-nova (Ratisbonne, 1723-1740, 12 vol. in-8°), etc.

## Source
« Bernhard Pez », dans Pierre Larousse, Grand dictionnaire universel du XIXe siècle, Paris, Administration du grand dictionnaire universel, 15 vol., 1863-1890 [détail des éditions].